# José Barrera
José Hernán Barrera Escobar (Santiago, 9 de febrero de 1989) es un futbolista chileno que juega de mediocampista y que actualmente se encuentra en Deportes Concepción de la Segunda División Profesional de Chile.

## Carrera
Fue subido en 2007 al primer equipo pero no fue hasta 2009 donde se pudo consolidar como titular, teniendo muy buen desempeño, su primer gol lo convirtió contra la Universidad de Chile en el Torneo de Apertura 2009.

## Selección chilena
Fue citado por Ivo Basay para disputar junto a la Selección chilena Sub-21 el Torneo Esperanzas de Toulon 2009 donde aunque tan solo jugó un partido como titular entró en varios partidos para aguantar el triunfo en los segundos tiempos aportando con su despliegue y sacrificio, se consagró campeón con la selección ganando la final al equipo local, Francia por 1 a 0.

## Clubes
| Club                | País  | Año       |
| ------------------- | ----- | --------- |
| Santiago Morning    | Chile | 2007-2010 |
| Everton             | Chile | 2011      |
| Santiago Morning    | Chile | 2012      |
| Unión La Calera     | Chile | 2013      |
| Magallanes          | Chile | 2014-2015 |
| Cobreloa            | Chile | 2015-2016 |
| Rangers             | Chile | 2016-2019 |
| Lautaro de Buin     | Chile | 2020-2021 |
| Deportes Concepción | Chile | 2021      |

## Títulos

### Campeonatos nacionales
| Título    | Club    | País  | Año    |
| --------- | ------- | ----- | ------ |
| Primera B | Everton | Chile | 2011-C |

### Torneos internacionales
| Título                      | Equipo (*)        | País  | Año  |
| --------------------------- | ----------------- | ----- | ---- |
| Torneo Esperanzas de Toulon | Selección Chilena | Chile | 2009 |
| Municipalidad de Toulon     | Selección Chilena | Chile | 2009 |

- (*) Incluyendo la selección